# Російсько-українські мовні зв'язки
Російсько-українські мовні зв'язки, Російсько-українські мовні контакти — взаємовплив української і російської мов внаслідок мовного контакту.

## Вплив української мови на російську
Впливи української мови на російську літературну мову йшли книжним і усним шляхом через церкву ще від Київської доби, згодом у час так званого другого південно-слов'янського впливу (кінець 14 ст. по 16 ст., зокрема за митрополита Кипріяна) та в період т. зв. «перелітних птахів» (17-18 ст.), коли від часу реформ патріарха Нікона українці (і білоруси) посіли впливові місця в російській церковній ієрархії та закладали на російських землях духовні школи, а українська граматична наука (Лаврентій Зизаній і зокрема Мелетій Смотрицький) закладала підвалини під норми й російської літературної мови (граматики В. Адодурова, 1738-50 і М. Ломоносова 1755 — 57).
Під впливом української вимови церковнослов'янської мови зазнала архаїзації і російсько-церковна вимова (а з нею в 17 — 18 ст. частково й російська літературна мова): 1) недопущення акання (вимови ненаголошеного о, як, а тощо), переходу наголошеного є перед твердими приголосними в 'о у церковнослов'янських виразах (порівняйте: одежда — одежа, одяг), не змішування етимологічних ѣ та є у вимові, пізніше тільки у правописі (до 1917), 2) вимова спірантного г (не ґ, у літературній мові до 1930-х pp. у словах церковного вжитку, наприклад, Господь, Бог, благо) також у західних запозиченнях та назвах з h, що згодом було замінене на ґ(порівняйте: ґалстук, Ґейне, Ґейдельберґ — супроти новішої передачі західного h як х: Хельсінкі, Ейзенхауер). Українського походження є, ймовірно, тверда вимова приголосних перед є в церковних текстах окремих північноросійських старовірчих безсвященицьких груп (деінде пізніше усунена уніфікованою вимовою духовних семінарій).
Українська церковнослов'янська традиція співвплинула архаїзуюче й на морфологію літературної мови Москви в 18 ст., сприяючи усуненню: 1) раніше одомашнених у російській діловій мові народних форм (у відміні іменників середнього роду: -ы/-и в називному множини типу окны, знаньи, в однині форми без поширеної основи в типі имя, в родовому множини закінчення -ов/-eu у типах местов, пулей  «мест, пуль»), 2) ненаголошеного закінчення називного однини чоловічих прикметників -ой/-ей (велйкой, сйней «великий, синий» ). Правдоподібно тоді ж поширився присудковий орудний іменника, замість називного (он был/будет учителем).
Популярність українського пісенного фольклору у російського двірських колах 18 ст., участь українських авторів у творенні нової російської літературної мови, почавши з 18 ст. (В. Капніст, В. Наріжний, Євген Гребінка, Г. Квітка-Основ'яненко, Микола Гоголь, Пантелеймон Куліш, Тарас Шевченко, Марко Вовчок, Микола Костомаров, О. Стороженко, Г. Данилевський, Д. Мордовець, Володимир Короленко), як і росіян, що виросли чи перебували в Україні (Антон Чехов, Ісак Бабель, Едуард Багрицький, Ілля Сельвінський, Микола Островський та ін.), що ввели в нову російську літературну мову деяку українську лексику, синтаксичні конструкції й наголоси. Так само українська тематика в творах російських авторів (Олександр Пушкін, Кіндрат Рилєєв, О. Малишкін, Олександр Серафимович, Ілля Еренбург та ін.) спричинилися до вживання українізмів для створення локального колориту. З таких же міркувань з'являються українізми і в мові персонажів Михайла Шолохова та ін. при відтворюванні донсько-козачих говірок.

## Вплив російської мови на українську
Проникнення русизмів в українську мову пов'язане з політичною експансією Росії на Україну, починаючи з 17 століття. Як поминути торговельні й адміністраційно-військові термінологізми (соболь; лазутчик — розвідник, приказ — канцелярія царська), то в українську літературну мову 17 — 18 ст. (спершу Слобожанщини-Лівобережжя) русизми почали проникати у високий та ділово-канцелярський стиль (див. Стилістика) як спільні українсько-російські словотвірно-лексичні й фразеологічні церковнослов'янізми (враг ворог, диявол) і термінологічні етранжизми (солдат — жовнір), що витіснювали тут український народний вираз, польсько-українську кальку чи полонізм. Ініціаторами тих процесів часто були освічені церковні та світські автори 17 — 18 ст. (не без традиції подібних українсько-білоруських об'єднувальних тенденцій 16-17 ст.), що писали для українського і російського читача. Українські автори, переходячи в Росію, усували зі своєї української літературної та церковнослов'янської мови різкіші українізми (гол. синтаксичні й лексичні), замінюючи їх нейтральними церковнослов'янізмами чи й русизмами (Є. Славинецький, С. Яворський, Д. Туптало-Ростовський, Т. Прокопович та ін.). Такий, ще й з фонетичного та морфологічного погляду зрусифікований варіант літературної мови заведено в середині 18 ст. в Духовній Академії в Києві (митрополит Г. Кременецький та С. Миславський), як і в державному діловодстві після скасування Гетьманщини на Лівобережжі; ним писав і Г. Сковорода.
Із запровадженням примусової російської вимови для такої більш чи менш уніфікованої з правописно-граматичного й лексично-словотвірного погляду «укр.-рос.» літературної мови впродовж 18 ст., при одночасній політично-конфесійній відокремленості й культурній спольщеності середньозахідних українських земель, дійшло до повного відриву цієї літературної мови від української фонетичної бази: спільні (укр.-рос.) і церковнослов'янські лексеми стали відчуватися як русизми, а в православно-церковному вжитку поширилася російська вимова церковнослов'янського тексту остаточно у 19 — 20 ст. (всепєтая Дєва Марія; алілуя).
Норми російської літературної мови, сформульовані М. Ломоносовим (1755-57), популяризувала — ще паралельно з церковнослов'янською традицією «Грамматики ..» М. Смотрицького (вид. 1648) — «Грамматика руководствующая к познанию славено-российского языка» (1794) українця Андрія Байбакова-Аполлоса.
Галицько-закарпатське язичіє 19-20 ст. теж послуговувалося переважно спільними з рос. мовою церковнослов'янізмами, але їх, як і перейняті русизми, вимовляли на укр. лад (почтениє — поважання, дітство — дитинство).
Постання новітньої літературної мови від часів І. Котляревського, О. Павловського, Т. Шевченка і П. Куліша було водночас актом відмовлення від звироднілої зрусифікованої традиції старшої книжної мови. Ця новітня літ. мова була в засаді й фактично майже зовсім вільна від русизмів. Її газ.-наук. стиль і термінологія поставали в 19 — на початку 20 ст. у Галичині й на Буковині на польсько-німецько-чеських (а не церковнослов'янських) зразках шляхом калькування. І згодом, в УНР і в УРСР літ.-мовно-нормативні пуристичні намагання у 1920-х pp. пішли в напрямі усування неприйнятних чужомовних елементів у словотворі, лексиці й синтаксисі з запровадженням новотворів, що найкраще відповідали системі української мови в її народно-фольклорному стилі (термінологічні словники Інституту Укр. Наук. Мови, праці О. Курило, М. Гладкого, М. Сулими, С. Смеречинського й ін.). Цей процес був у 1930-х pp. насильно спинений адміністративним втручанням; йому на зміну прийшла така ж насильна русифікація норм української літературної мови в усіх ділянках від правопису чужих слів та прізвищ (проект, діалект, Гегель), що викликало з часом і таку ж протиприродну «шкільну» вимову. В орфоепії й флексії підтримано збіжні з російською мовою українську діалектну вимову й флексійні морфеми (сполуку лише пом'якшених фонем з і: н'іс — носа, л'із' — лоза; батьку — батькові, в лісу — в лісі).
Найяскравішої русифікації зазнали словотвір і лексика в науково-термінологічній ділянці. Погромниками раніших пуристичних праць виступили А. Хвиля-Мусульбас, С. Василевський, Н. Каганович, О. Фінкель, П. Горецький, Г. Сабалдир, І. Кириченко й ін. На місце раніших термінологічних словників Інституту Укр. Наук. Мови випущено у 1934—1935 відповідно зрусифіковані «Термінологічні бюлетені» Інституту Мовознавства та заг. рос.-укр. словники (1937 за ред. С. Василевського й Н. Кагановича, 1948 — І вид., 1956 — 2 вид. за ред. М. Калиновича). Новостворені й частково вже одомашнені неологізми заступлено новими кальками з їх російських відповідників, навіть не скрізь дбаючи про адаптацію до фонетичних законів української мови, себто без перезвуку о, є в і (взвод — чота, підготовка — готування) та з переходом є на  'о (рощот — обслуга гармати, польот — літ), збереженням префікса с (снаряд — набій, стрільно, гарматень). Хоч частина одомашнених західних етранжизімів проникла в українську мову без рос. посередництва, і вони з фонетичного погляду відрізнялися від їхніх російських відповідників, тепер накинено українщині їхню рос. форму (лампа — лампа, клуб — клуб), а там, де замість етранжизмів існували одомашнені новотвори, запроваджено етранжизми, однакові з рос. (екватор — рівник, полюс — бігун). У словотворі термінологізмів поширено застосування звичніших у російщині суфіксів: -чик/-щик (пікіровщик — пікувальник), -тель (зачинатель — започаткувач) -ка (для назв дії: закльопка — заклепування), -о/е-видний (конусовидний — стіжкуватий), дієприкметники активні на -щий, а(ю)чий, -уючий, -вший (трудящий, служачий — працівник, співчуваючий — співчутливий, заіснувавший — заіснувалий, насталий; перемігший — переможний) й пасивний на -мий (любимий усіма — люблений), -ичати (важничати — вдавати важного) , як і словоскладення ц.-слов. типу (злосмрадний — відразливий, горе-вчений — партач) і запозичення чи кальки (дітище — духова дитина, відщепенець — апостат, перекинчик). Всякі тенденції до унезалежнення української літературної мови від рос., як і раніші пуристичні намагання очистити її від калькових канцеляризмів, проголошено бездискусійно «укр. буржуазним націоналізмом та фашизмом у мові», а дотичних мовознавців репресовано. Після деякого відлруження у цьому курсі в 1939 — 41 та у 1955 — 67 адміністративні намагання до насильного наближення норм укр. літ. мови до рос. відновилися наприкінці 1960-х pp. (у зв'язку з просовуваними від ком. партії теоріями про творення спільної «ареальної надмови» та головно про російську мову як «другу рідну» для всіх народів СРСР). Цього разу наступ проведено й на мову красного письменства: черпати з говірок слід лиш вирази односхідні з російсько-мовними; слова, відмінні від російських, відкидаються як небажані («нежиттєздатні») «вузькі діалектизми» чи «архаїзми»; новотвори допускаються лише як кальки з російської (вертоліт — гелікоптер, супутник — космолітна ракета). Цій мовонормативній політиці служать відповідні російсько-українські словники термінологічні, заг. й тлумачний («Словник української мови». 1-4, а-м, 1970 — 73).
Фонетичні як і лексично-словотвірні русизми поширені головно серед зросійщених міських низів та робітництва на південному сході й півдні України, у вислуженців з армії по селах (як й у службовців раніше). Побутові лексичні русизми більше поширені по сх. говірках поза УРСР, на Донеччині й Степовій Україні (духовка — братрура), у меншій мірі на Слобожанщині, Лівобережжі (даже — навіть) і Правобережжі. Після 1940—1945 русизми проникли і в говірки Галичини-Буковини — Закарпаття, охопивши тут військ. (льотчик — летун), адміністративно-суд. (стрибки — истребители — озброєні активісти для боротьби з партизанами) й техн.-виробничу термінологію (постройка — побудова; наряд — приділ до праці). Русизми засягають перейняті з рос. мови фонетичні форми слів (факультет; з вєтерком — швидко вниз шахтовим ліфтом), граматичні категорії (розрізнювання предикативної й атрибутивної форми: щаслива юність нам дана — дана вимова хибна), морфеми флексійні професора — професори; ходімте, підемте — ходімо) та словотвірні (підшивка — підшивання, підшиття, бездільничати — байдикувати); є русизми семантичні (направлення — напрямок, спрямування; збутися —справдитися, здійснитися; заказати — замовити), синтаксичні (нарада по питаннях зв'язку — з питань) і гол. фразеологічні (добро пожалувати! — ласкаво просимо!, приймати міри — вжити заходів) та лексичні (полоса — смуга, любий — будь-який, прийом — засіб, спосіб, підхід). Насиченість русизмами залежить від мовостилю, мовної культури, значеннєвої ділянки й може сягати від рос.-мовних кальок (слідуючий — наступний) до вкраплювання в текст однослівних і фразових цитат, більш чи менш узгоджених з правописними нормами рос. мови (канєшно/конечно — звичайно). Російськомовну фонетичну форму мають у розмовній мові звич. русизми низькостилевого вжитку (зануда грєшная — нудяр, див. Арґо, Сленґ), пестливі форми деяких імен (Серьожа — Сергійко, Свєта — Світланка) та деякі офіц. місц. назви в Україні (Ровно — Рівне, Сєверодонецьк — Сіверськодонецьке) й деінде (Бухарест — Букарешт).
У східно-українських говірках існує низка давніх спільних з російською мовою лексем та синтаксичних конструкцій, що в українській літературній мові уживалися з 19 ст. чи то ще вживаються в поезії, хоч до нормативної лексики й синтаксису не ввійшли (город — місто, год — рік, свадьба — весілля, пособити — допомогти, у мене є — я маю, у мене болить голова — мені болить голова).

## Взаєморозуміння україномовців та російськомовців
Українці розуміють російську мову оскільки за часів Російської імперії, СРСР, а значною мірою й після 1991 р. російська мова широко вивчалася у школі, в Україні мешкає значна російськомовна меншина (за переписом 2001 р. рідною українську мову вважають 67,5 % населення України, російську мову — 29,6 % населення), більшість ЗМІ в Україні є російськомовними, значна частина українців є білінгвами. У той самий час росіяни, які ніколи не вивчали або не чули української мови, не розуміють українську або розуміють не повністю.
Ця ситуація повністю збігається з ситуацією в Нідерландах: усі голландці розуміють британців, оскільки вивчали англійську мову, але британці не розуміють голландську, яка є настільки ж віддаленою від англійської мови, як українська від російської.
У часи, коли мовних контактів між українцями та росіянами не було, мовці української та російської мов не розуміли (або не добре розуміли) одне одного — були потрібні перекладачі. 9 жовтня 1653 р., на виконання рішення Земського собору, московський уряд послав в Україну надзвичайну дипломатичну місію — велике посольство у складі ближнього боярина і намісника тверського В. В. Бутурліна, околичного намісника муромського І. В. Алфер'єва, думного дяка Л. Д. Лопухіна. Кожен член посольства мав свій почет: В. Бутурлін сім стольників, одного стряпчого, трьох дворян, І. Алфер'єв — стольника, стряпчого і чотирьох дворян, Л. Лопухін — стольника. Посольство супроводжували голова московських стрільців — Артемон Матвеєв, три сотники, двоє товмачів (перекладачів) і 200 стрільців.
Пізніше, під час обговорення та ухвалення «Переяславських статей», українцями до московського Посольського приказу було передано дві версії документу — з 23 та 11 пунктів. З української на російську мову версію з 11 пунктів перекладали троє українських перекладачів, які працювали у Посольському приказі з 16 (6) вересня 1951 р. (вони перекладали на російську з української, польської, латинської та грецької мов різні документи і «книжки») — Степан Кольчинський, колишній студент Києво-Братської (Могилянської) колегії, Тимофій Топоровський та Михайло Кульчицький (Кульчинський, Кольчинський).
Український оригінал статей з 11 пунктів так було описано в російському перекладі (було зроблено приписку в перекладеній версії):
|  | «Записано на стовпцях (у списку), білоруським письмом (тобто українським скорописом), без приписки дяка. Писав (тобто «переклали») Степан та Тимофій та Михайло.» «Писано на столбцах, белоруским письмом без дьячей приписки. Писал Степан да Тимофей да Михайло.» |